# Juramento (subte de Buenos Aires)
La estación Juramento forma parte de la línea D de la red de subterráneos de la Ciudad de Buenos Aires.  Se encuentra localizada debajo de la Avenida Cabildo entre la Avenida Juramento y la calle Echeverría, en pleno centro del barrio de Belgrano.
La estación tiene una superficie cubierta de 2300 metros cuadrados, una bóveda de 15 metros de altura, y un túnel de 800 metros de extensión. La longitud de los andenes, no obstante, es de 110 metros.
Posee una tipología subterránea con 2 andenes laterales y dos vías. Posee un vestíbulo superior que conecta las plataformas con los accesos en la calle mediante escaleras, escaleras mecánicas y ascensores; además posee indicaciones en braille en gran parte de sus instalaciones y servicio de Wi-Fi público.

## Historia
Su inauguración se realizó el lunes 21 de junio de 1999, con la presencia del entonces jefe de Gobierno de la Ciudad, Fernando de la Rúa.  En el momento de su habilitación al público se trataba de la estación más grande de la línea.  La inversión que demandó la extensión se estima en unos 35 millones de pesos.
Su nombre se debe al Río Juramento o Salado del Norte, donde a sus orillas, Manuel Belgrano hizo jurar la Bandera Argentina al Ejército del Norte en 1812.
El proyecto fue realizado por el arquitecto estadounidense Scott Danielson, quien lleva construidas más de 200 estaciones en todo el mundo y es considerado un experto este tipo de construcciones. Danielson realizó su primer proyecto para la estación a mano y con un lápiz, con una velocidad y precisión que le valieron que esos esbozos fueran enmarcados y expuestos.
Esta estación fue terminal provisorio de la línea D antes de ser llevada a Congreso De Tucumán en 2000
Esta fue la estación más grande de toda la red de subterráneo entre 1999 y 2007 hasta que fue superada por Humberto Primo de la línea H, cuya estación fue la más grande de todas desde ese año hasta 2019 hasta ser superada por Retiro de la línea E que fue inaugurada ese mismo año.

## Hitos urbanos
Se encuentran en las cercanías de esta:
- Plaza Noruega
- Plaza Manuel Belgrano
- Museo de Arte Español Enrique Larreta
- Comisaría N°33 de la Policía Federal Argentina
- Bomberos División V "Belgrano"
- Escuela Primaria Común N.º 1 Casto Munita
- Jardín de Infantes Integral N.º 01/10º Athos Palma
- Escuela Primaria Común N.º 05 Juan Bautista Alberdi
- Biblioteca Popular Universidad Popular de Belgrano
- Museo Histórico Sarmiento

## Decoración
La estación tiene sus paredes decoradas con litografías, cuadros y cuatro murales que representan la vida en el campo en la época colonial y algunos de los edificios más emblemáticos del barrio como la Iglesia de la Inmaculada Concepción y el Museo de Arte Español. Uno de los murales reproduce la figura del crucero ARA General Belgrano, hundido durante la Guerra de Malvinas.

## Imágenes

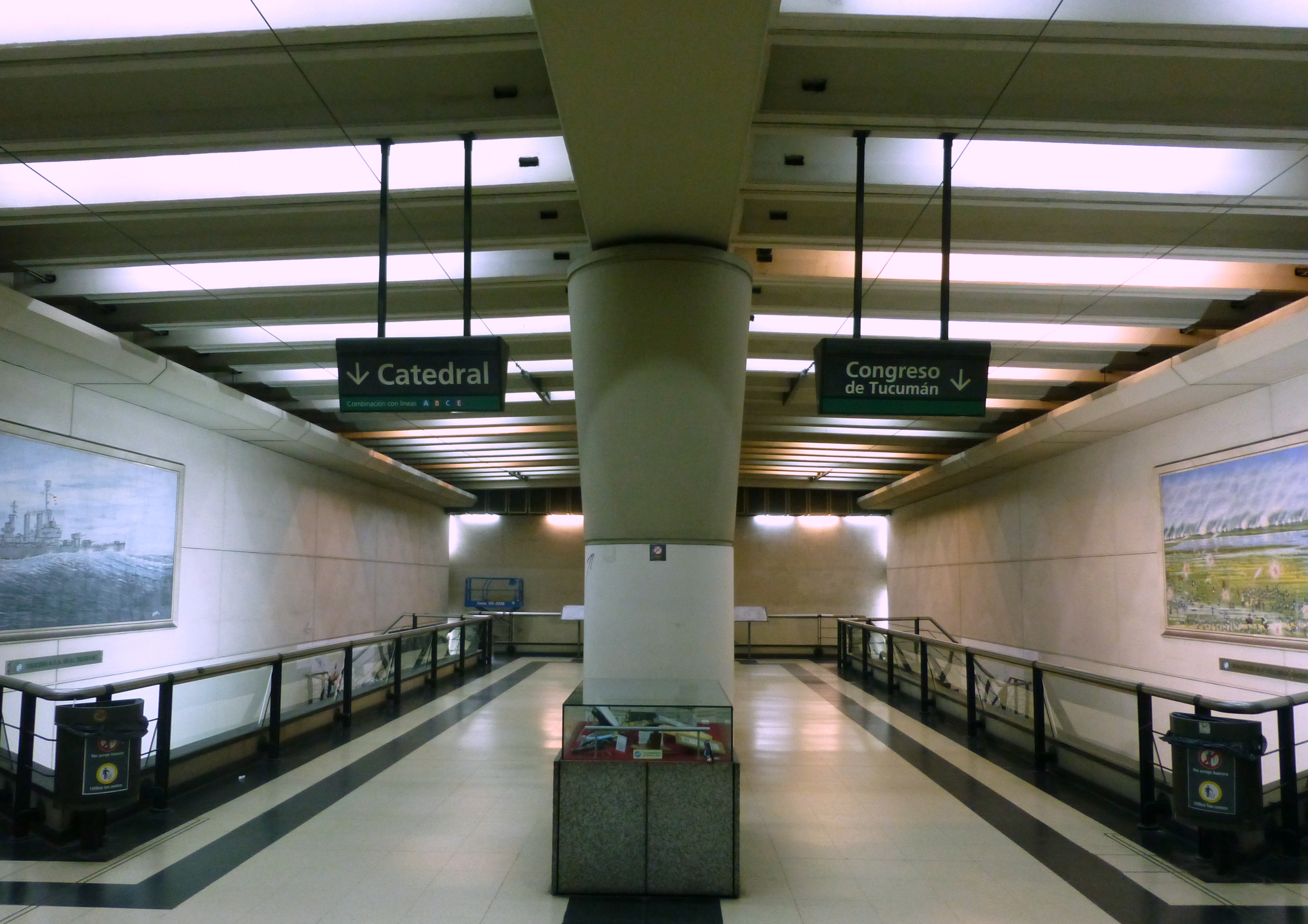
Acceso a los andenes.
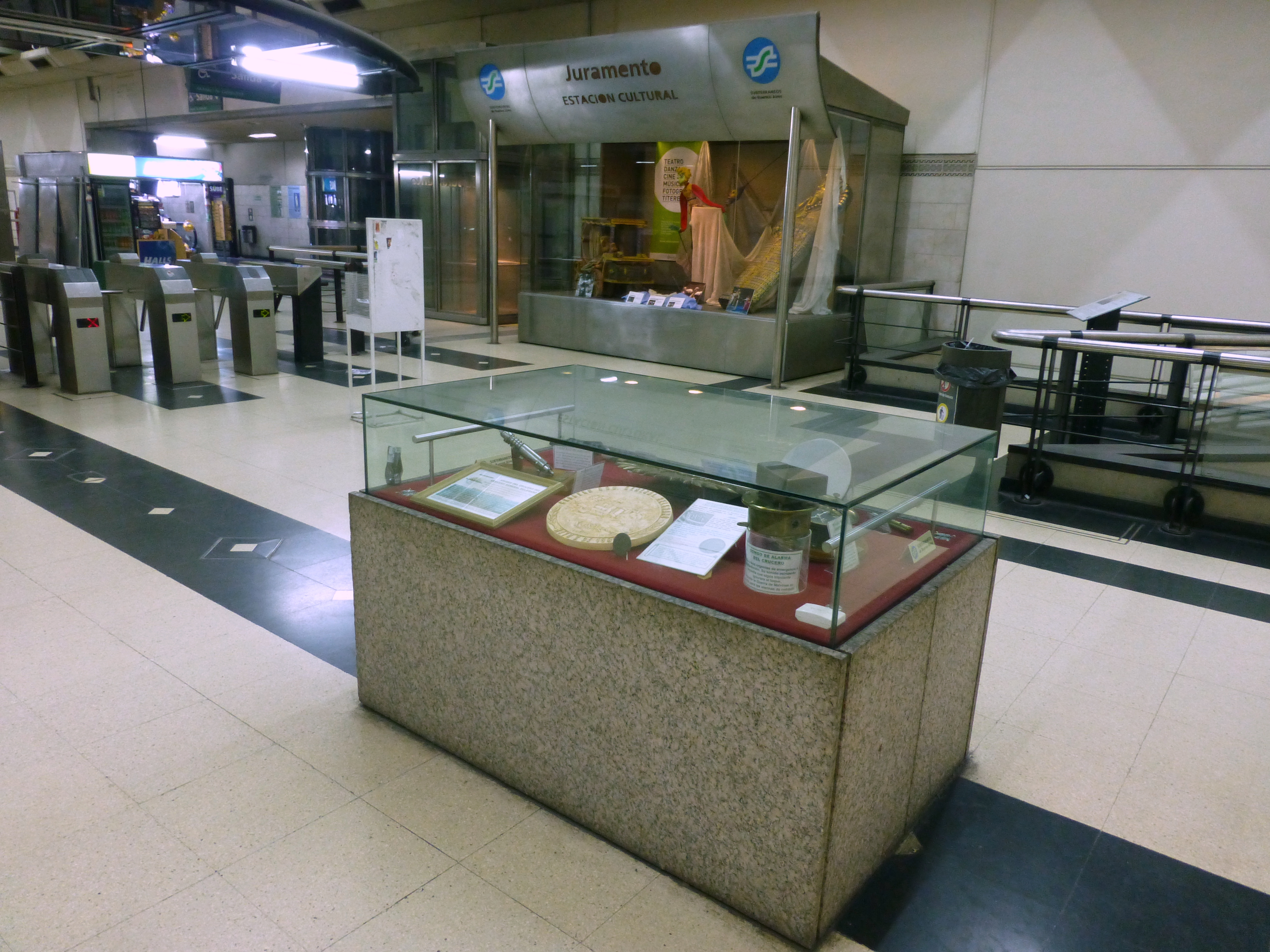
Exposición permanente.
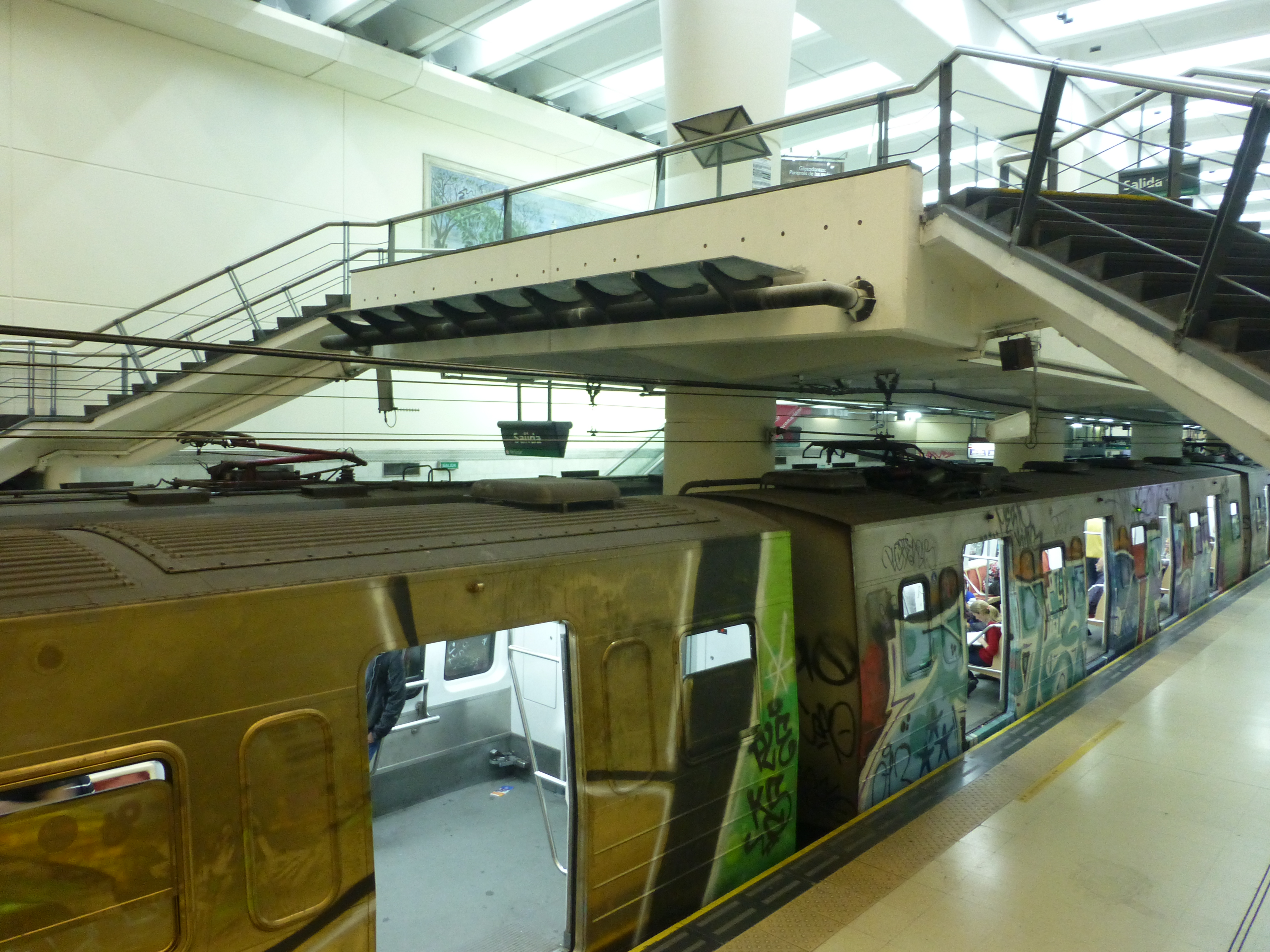
Formación detenida en el andén de la estación.
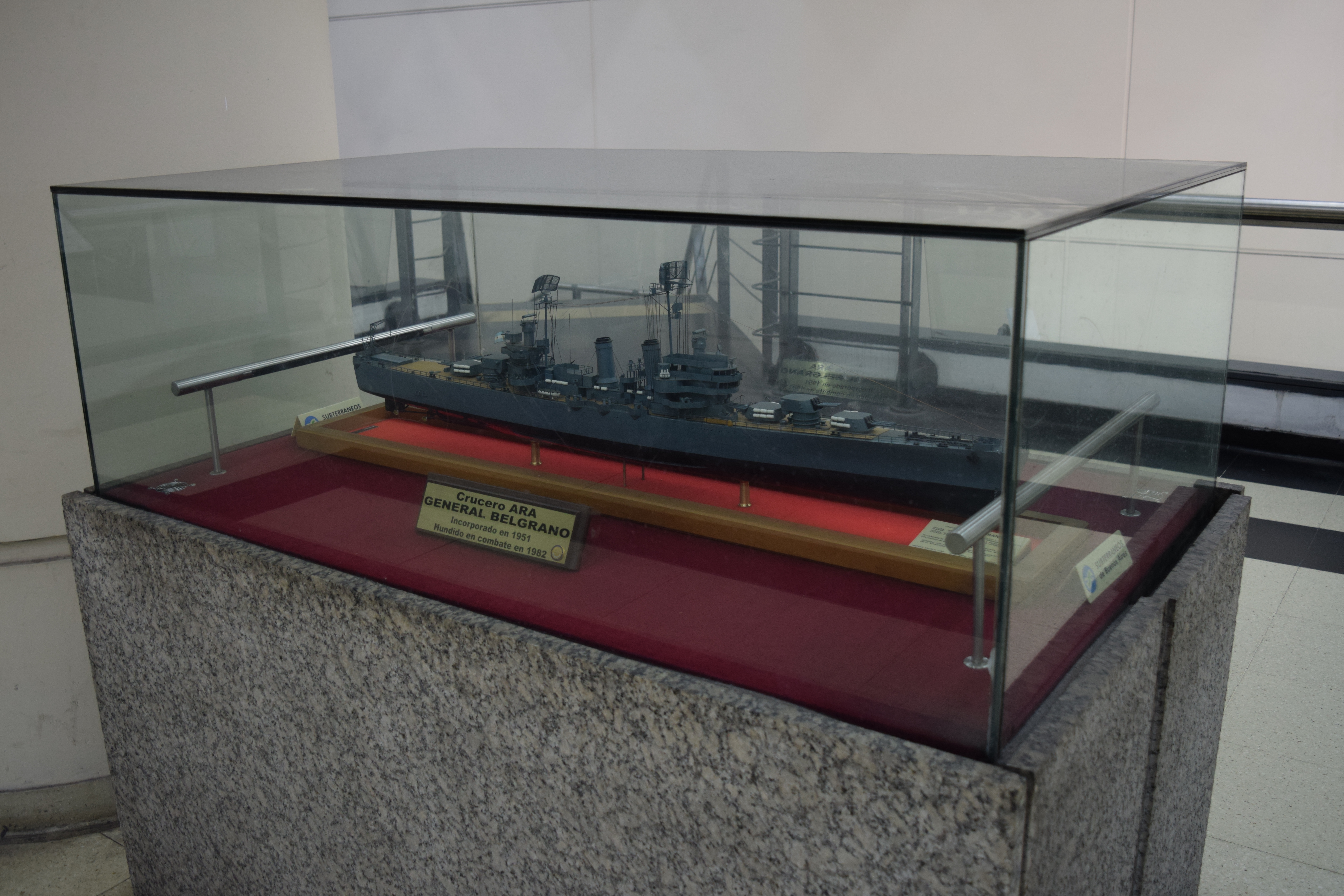
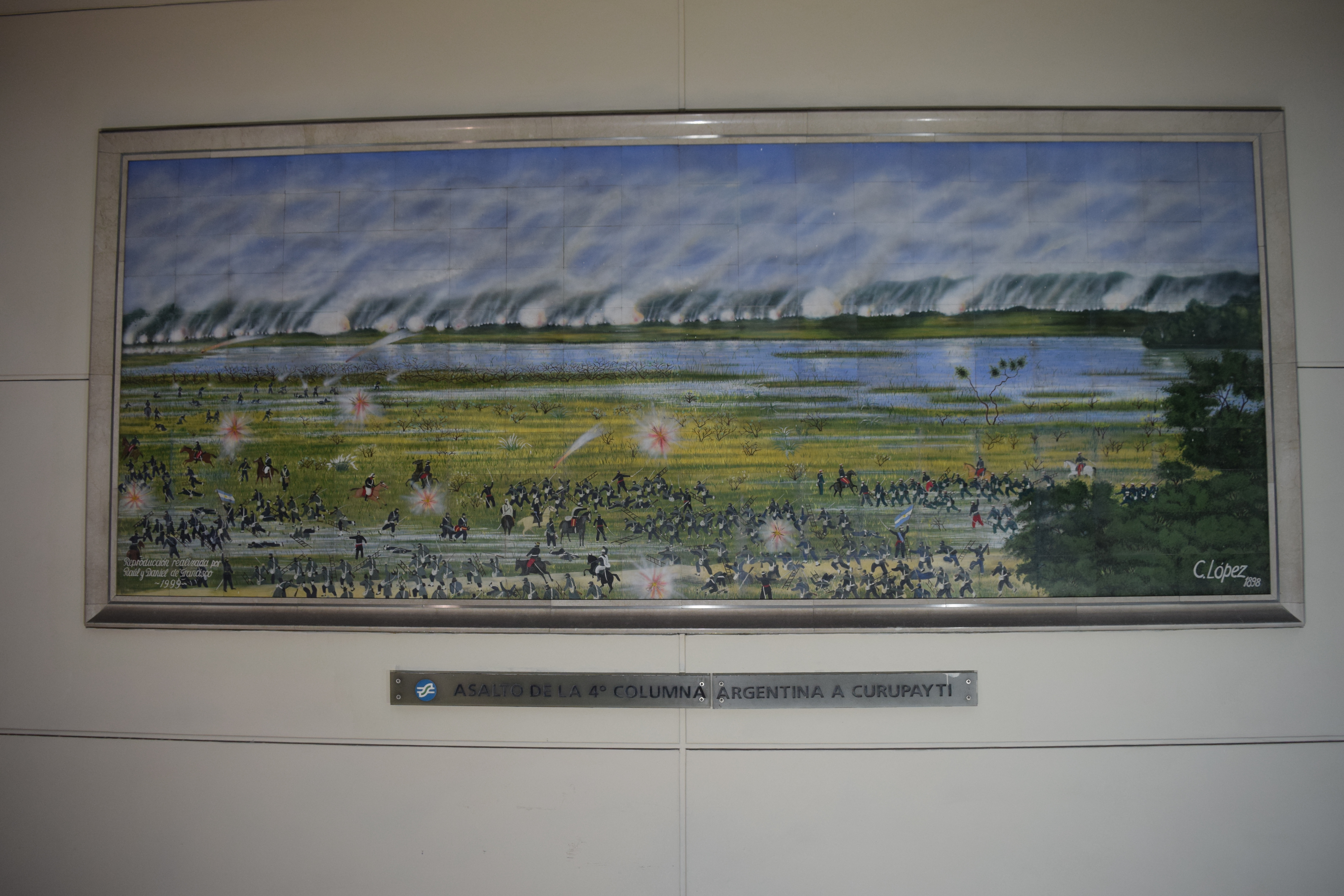
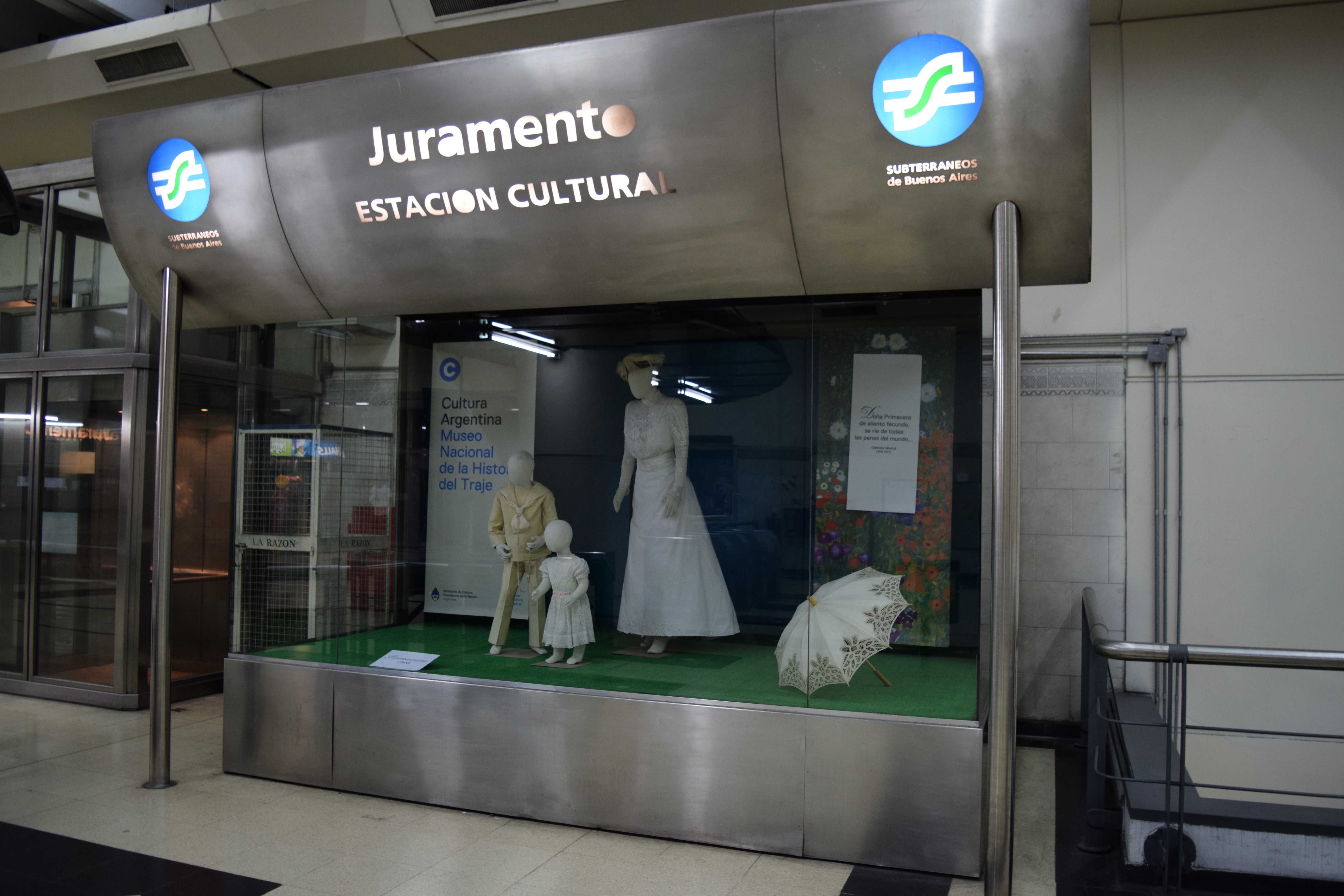
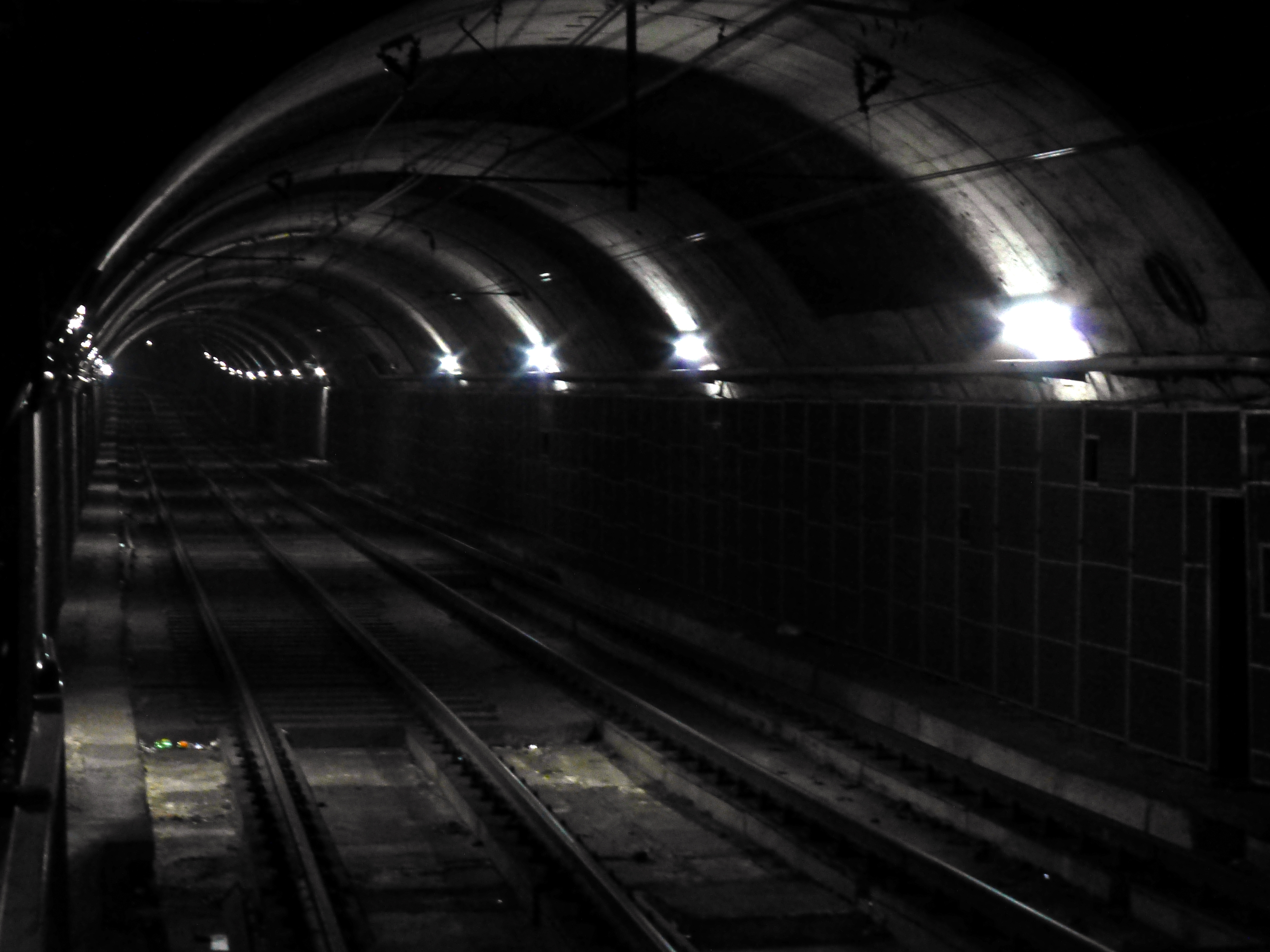